# Franz Otto Licht
Pour les articles homonymes, voir Licht (homonymie).
Franz Otto Licht (1825-1885), fondateur en 1867 de la société qui porte son nom, le plus souvent appelée "F.O. Licht", est considéré comme le fondateur des statistiques modernes sur le sucre.

## Biographie
Fils aîné d'un diacre et recteur, Franz Otto Licht a d'abord voulu effectuer une carrière d'officier. Une maladie des yeux, détectée en 1848, l'oblige à renoncer malgré son grade de premier lieutenant. Il devient employé dans l'administration fiscale provinciale de la province de Saxe à Erfurt et plus tard à Magdebourg. Ses statistiques ont servi de base à la préparation d'enquêtes mensuelles pour le traitement de la betterave et la production de sucre dans le domaine de l'ensemble de l'Union douanière allemande, pour l'Office de statistique de Berlin. 
La forte demande pour ces statistiques l'ont conduit en 1861 à quitter le service public, pour ouvrir son propre bureau de statistique pour l'industrie sucrière.  Il se place d'emblée au service du au sein de l'Union douanière allemande. Puis il publie des études trimestrielles, dans une revue. Dès 1867, il avait des représentations à Londres, Lille et Amsterdam, et a pris une position de leader dans le domaine du commerce international du sucre. Licht est le premier à utiliser la méthode de l'échantillonnage, à l'origine des progrès dans la prévision. Il rédige les memoranda préparés pour le Comité économique  de la Société des Nations, avec le microbiologiste hollandais, H. C. Prinsen Geerligs, directeur du laboratoire de recherche sur le sucre de Java et auteur d'une histoire mondiale du sucre.
En 1868, il commencé à livrer à de nombreux clients en Allemagne et à l'étranger son rapport mensuel sur le sucre.  
Après sa mort, la société a d'abord été dirigée par son fils Otto Licht, qui a ensuite fondé sa propre maison d'édition à Magdeburg. Après le départ de ce dernier, elle est reprise par Otto Karl Friedrich Licht. En 1936, Otto Kroeger, qui était entré dans la société dix ans plus tôt, a repris la société en tant que seul propriétaire,.
La firme F.O. Licht, considérée comme la source la plus fiable, la plus précise et la plus complète sur la consommation et la production de sucre dans les différents pays producteurs de la planète,.